# Criptorchidismo
Si definisce criptorchidismo (dal greco κρυπτος, nascosto, e όρχυς, testicolo) la mancata discesa di uno o di entrambi i testicoli nel sacco scrotale, conosciuta anche come "criptorchidia".
Il criptorchidismo è bilaterale in un terzo dei casi, monolaterale nei due terzi e, in questo caso, riguarda più frequentemente il testicolo destro.

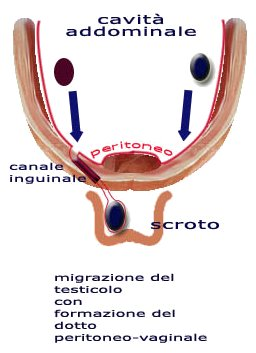
L'ordinaria discesa dei testicoli

Il testicolo anomalo si alloca in un punto qualsiasi del tragitto che normalmente compie durante la vita fetale dal polo inferiore del rene allo scroto attraversando il canale inguinale. L'interruzione di questo cammino fisiologico porta ad avere il testicolo allogato in una sede diversa dallo scroto. Il più delle volte il testicolo si alloga nel sottocutaneo della regione inguinale od in sede sottofasciale in pieno canale inguinale. In tali casi nello scroto esiste un solo testicolo (quello disceso normalmente) e quindi l'altro è "nascosto".
Il testicolo può dunque presentare due anomalie di posizione: 
1. testicolo ectopico: testicolo disceso oltre l'anello inguinale esterno ma è posizionato all'esterno al di fuori dello scroto;
2. testicolo ritenuto: il testicolo è posto a monte dell'anello inguinale esterno lungo la via di migrazione dello stesso (fino al rene).

## Classificazione e diagnosi differenziale
I testicoli criptorchidi si classificano in base alla loro posizione nel tragitto di discesa (addominale alta, addominale bassa, inguinale, soprascrotale, scrotale alta). Diverso è il caso del "testicolo ectopico", un testicolo che si localizza fuori della fisiologica via di discesa.
Nel bambino il criptorchidismo va anche distinto dal "testicolo retrattile" (testicolo normalmente disceso nello scroto, ma in grado di risalire nel canale inguinale per mezzo del riflesso cremasterico e da dove può essere manualmente riportato in sede) e dal "testicolo mobile" (testicolo normalmente disceso nello scroto, che si muove facilmente dentro e fuori dal sacco scrotale per effetto della contrazione del muscolo cremastere).
Vi sono poi dei casi di criptorchidismo acquisito (testicolo normalmente disceso alla nascita, che successivamente risale nel canale inguinale ad es. a seguito di un'ernia e non è più riposizionabile in sede).
Ancora diverso è il caso di completa assenza di entrambi i testicoli (anorchidia) o di uno soltanto (monorchidia).

## Epidemiologia
Il criptorchidismo si ritrova nel 3-5% dei bambini nati a termine, e nel 10-30% dei bambini nati pre-termine. Circa la metà dei testicoli criptorchidi discende spontaneamente nello scroto entro il primo anno di vita, soprattutto nei nati pre-termine; pertanto la prevalenza del criptorchidismo a un anno di età è all'incirca dell'1%.
La mancata discesa al termine del primo anno di vita è da considerarsi patologica e richiede l'intervento chirurgico.
Il criptorchidismo si associa talvolta ad altre anomalie congenite, frequentemente nell'ambito di sindromi malformative, quali la sindrome di Prader-Willi e la sindrome di Noonan.

## Effetti sulla fertilità
Il criptorchidismo porta ad un'alterazione del funzionamento del testicolo non solo in termini di produzione degli spermatozoi (riduzione) ma anche in termini di riproduzione cellulare con tendenza allo sviluppo di tumori maligni del testicolo. Sembra che ad influire negativamente sia la temperatura (il testicolo ritenuto ha una temperatura di 1 grado maggiore di quello in sede normale), bisogna quindi riposizionare il testicolo nello scroto prima della pubertà per evitare problemi di sterilità. Se invece l'intervento si effettua tardivamente le possibilità di ripresa sono minori od addirittura nulle. In tali casi si preferisce asportare il testicolo sia per evitare il rischio di neoplasie sia perché è dimostrato che il testicolo superstite talora funziona meglio in assenza di testicolo criptorchide. Una biopsia testicolare può prima dell'intervento chiarire i danni che il testicolo ha già sofferto e le speranze di miglioramento funzionale.

## Trattamento
L'iter terapeutico del criptorchidismo prevede che il testicolo venga riportato all'interno dello scroto precocemente (entro il biennio di vita) con un trattamento medico e/o chirurgico appropriato in modo da salvaguardarne la sua funzionalità e in modo da evitare che vada incontro a una degenerazione neoplastica (circa il 12% dei tumori testicolari riscontrati in età adulta sono correlati a criptorchidia).
Ogni decisione di trattamento è comunque rimandata al compimento del 12º mese di età quando è terminato il periodo in cui è ancora possibile assistere a una discesa spontanea. La terapia medica (di tipo ormonale) deve essere eseguita entro i primi 18 mesi di vita e porta ad una risoluzione del problema nel 15-30% dei casi.
Il trattamento chirurgico del criptorchidismo infantile mira a riportare il testicolo nella sacca scrotale, e viene definito con il termine orchidopessi o orchidopessia. Generalmente, si effettua una incisione sull'addome verso l'interno della piega inguinale. Si riposiziona il testicolo nello scroto e lo si fissa nella "borsa" tramite una seconda incisione scrotale.
Nel caso il paziente abbia un'età più avanzata, si preferisce nettamente l'orchiectomia, sia perché si hanno basse probabilità di risultati in termini di fertilità e sia perché rimane una probabilità relativamente alta di degenerazione neoplastica.

## Esempi celebri
Tra i personaggi famosi affetti da criptorchidismo, il dittatore tedesco Adolf Hitler.